# Xã Joplin, Quận Jasper, Missouri
Xã Joplin (tiếng Anh: Joplin Township) là một xã thuộc quận Jasper, tiểu bang Missouri, Hoa Kỳ. Năm 2010, dân số của xã này là 42.173 người.